# Macropis omeiensis
Macropis omeiensis är en biart som beskrevs av Wu 1965. Macropis omeiensis ingår i släktet lysingbin, och familjen sommarbin. Inga underarter finns listade i Catalogue of Life.